# Mohammad Ali Geraei
Mohammad Ali Geraei (2 de mayo de 1994), es un luchador iraní de lucha grecorromana. Ganó una medalla de plata en Campeonato Asiático de 2015. Conquistó la medalla de oro en Juegos Mundiales Militares de 2015.